# Joseph Emanuel Fischer von Erlach
Joseph Emanuel Fischer von Erlach, 1735-től Fischer von Erlach báró (Bécs, 1693. szeptember 13. – Bécs, 1742. június 29.) osztrák építész volt a késő barokkból a korai klasszicizmusba való átmenetben. Stílusában édesapja nyomdokaiba lépett, de erősen hatott rá a korai francia klasszicizmus.

## Élete
Johann Bernhard Fischer von Erlach második fiaként kezdetben apja műhelyeiben fejlesztette tehetségét. G. W. Leibniztól is tanult, aki 1714-ig Bécsben tartózkodott és kapcsolatban állt az apjával.
1717 és 1719 között Franciaországban tartózkodott, továbbá Leidenben és Londonban is járt, ahol tanulmányozta az újonnan feltalált gőzgépeket.
1721-22-ben Kasselben telepítette az első gőzüzemű szivattyútelepet, majd Schemnitzben (ma Stiavnica, Szlovákia) és Bécsben másokat.
1722-ben udvari építész lett, majd 1729-ben udvari kamarás.
1727-ben nősült és hét gyermeke született.
1732-től elfordult az építészettől, és inkább műszaki tehetségének szentelte magát. Sok korábban neki tulajdonított épületet más építészek terveztek.
Felesége 1740-ben, ő maga pedig 1742-ben, 48 évesen halt meg súlyos lázban. 
Egy fontos művészeti gyűjtemény és egy kiterjedt könyvtár tulajdonosa volt. 
Hatalmas vagyont hagyott maga után.

## Művei

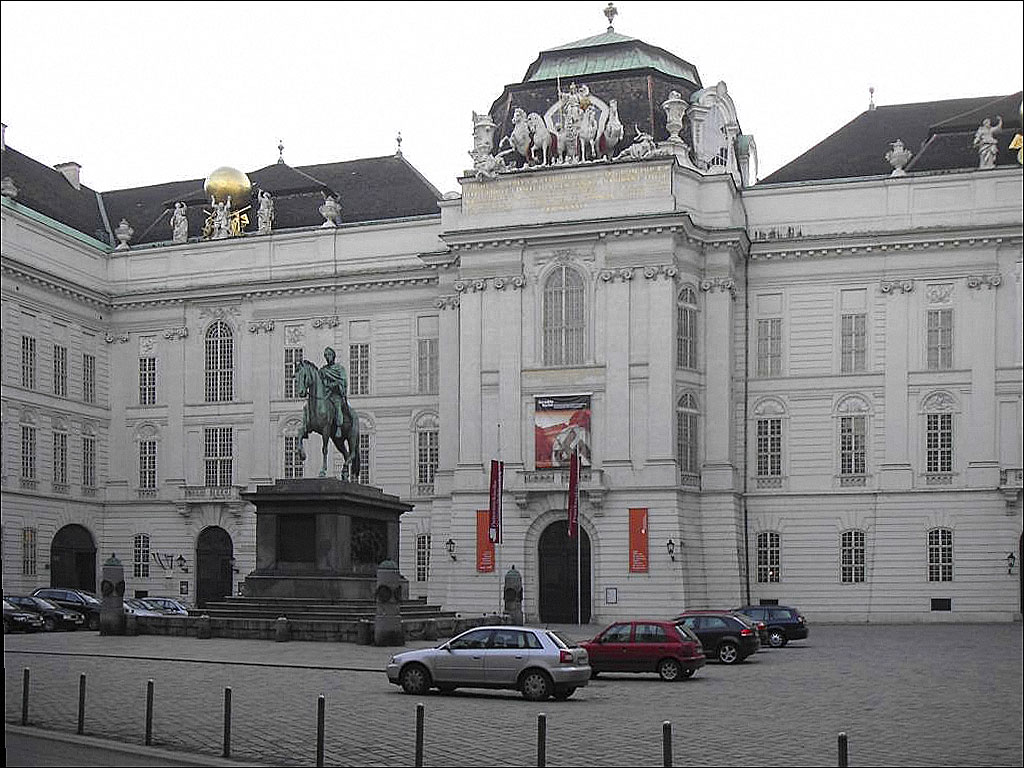
Osztrák Nemzeti Könyvtár Bécsben

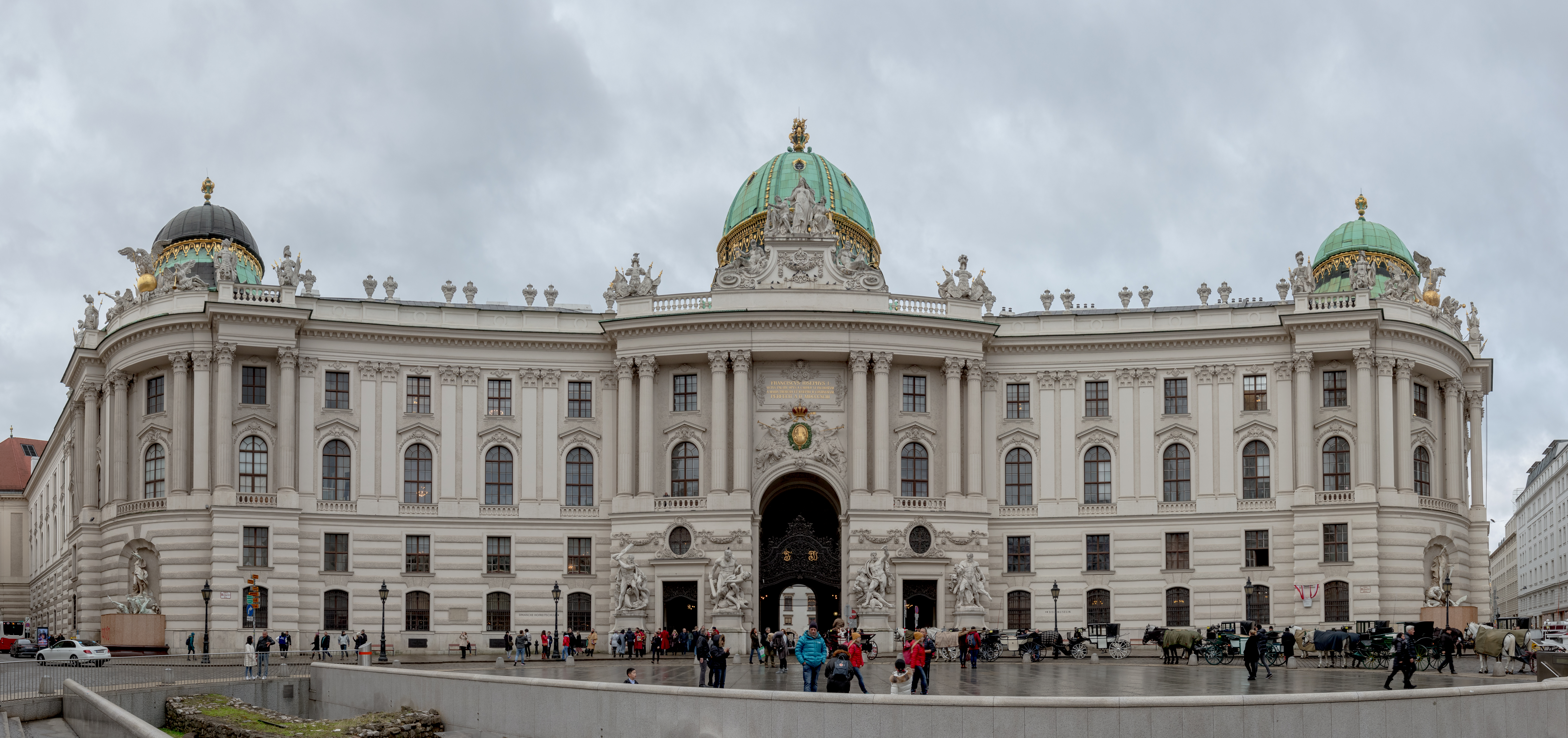
Michaelertrakt (a Hofburg északi homlokzata)

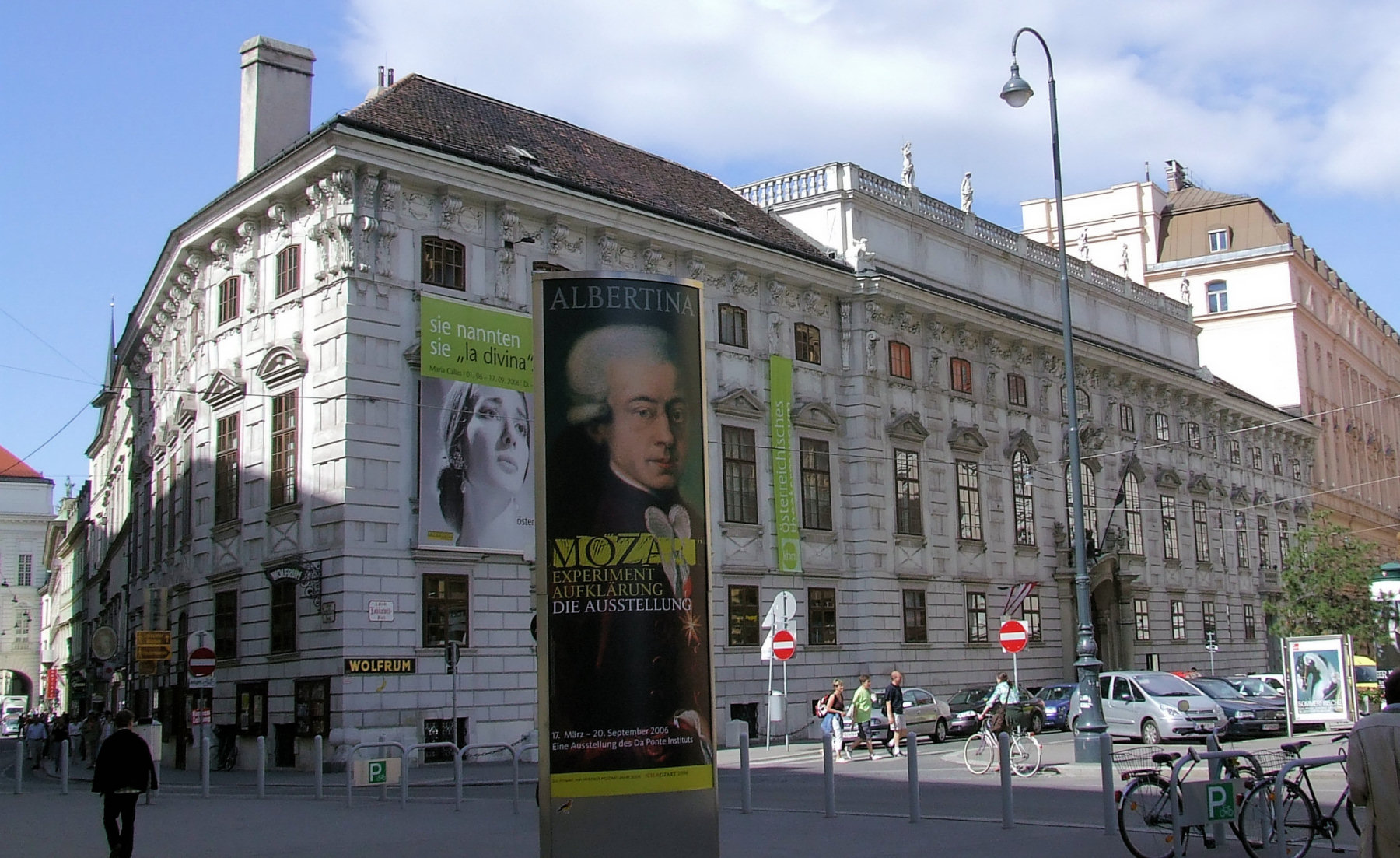
Lobkowitz-palota Bécsben

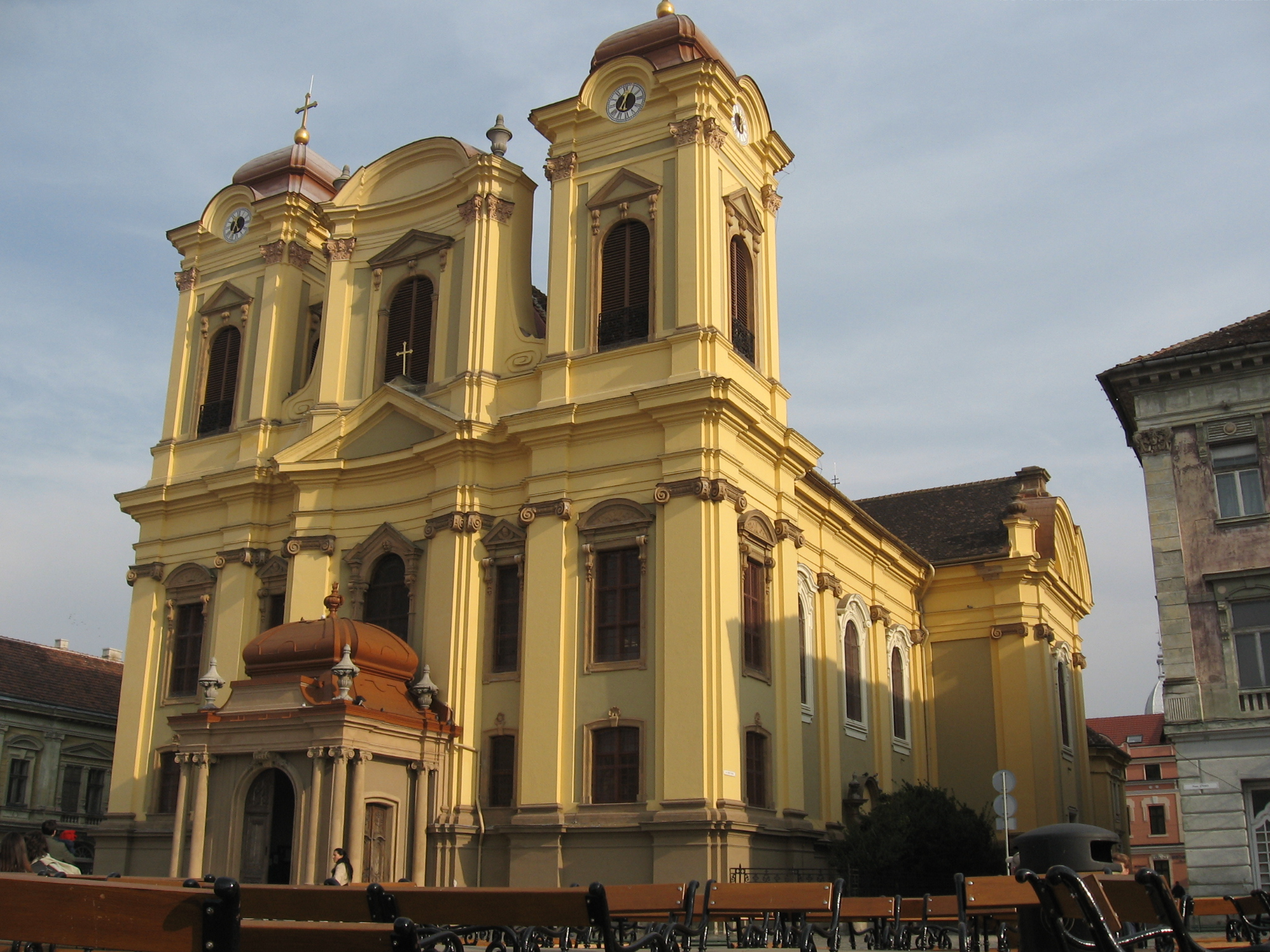
Temesvári Szent György-székesegyház

### Kastélyok és paloták
- Hofburg:

- A császári udvari könyvtár (mai Osztrák Nemzeti Könyvtár) kivitelezése Bécsben
- A Hofstallungen (udvari istállóépületek) befejezése (1725)
- A Michaelertrakt (a Hofburg északi homlokzatának) tervei (1726)
- Téli lovasiskola (a Hofburg épületszárnya) (1729)
- Reichskanzleitrakt (az udvari palota folytatása Hildebrandt után)
- - Eckartsau kastély, Ausztria
  - Thürnthal-kastély újjáépítése Fels am Wagramban, Ausztria (1725)
  - Kirchstetteni kastély átépítése, Ausztria
  - Jaroslavice- kastély átépítése, Morvaország
  - Slavkov kastély átépítése, Morvaország
  - A Židlochovice- kastély átépítése, Morvaország
  - Vranov nad Dyjí kastély átépítése, Morvaország
  - Althan-palota Bécsben
  - A Schwarzenberg-palota befejezése Bécsben (1728)
  - Lamberg-palota átépítése Bécsben (1730)
  - A Lobkowitz-palota átépítése Bécsben
  - A lovagi akadémia tervezése Legnicában, Lengyelországban
  - A Bánffy-kastély (Bonchida) tervezése, Románia

### Egyházi épületek
- - A klosterneuburgi kolostor átalakítása, Ausztria
  - Szent György-székesegyház Temesváron
  - A Karlskirche folytatása Bécsben
  - Plébániatemplom Grossweikersdorfban
  - A Hrušovany nad Jevišovkou-i plébániatemplom tervezése
  - A templom és a paplak újjáépítése Šafovban, Csehországban

### Más
- - Vermählungsbrunnen szökőkút Bécsben, a Hoher Marktnál, édesapja tervei alapján
  - Ehrentempel, Bécs Graben
  - Számos műemlék, kert, sír és oltár

## Fordítás
- Ez a szócikk részben vagy egészben  a   Joseph Emanuel Fischer von Erlach című német Wikipédia-szócikk fordításán alapul.  Az eredeti cikk szerkesztőit annak laptörténete sorolja fel. Ez a jelzés csupán a megfogalmazás eredetét és a szerzői jogokat jelzi, nem szolgál a cikkben szereplő információk forrásmegjelöléseként.